# Tomiii 11
Tomás Pablo Blanch Toledo (Quinta de Tilcoco, Região do Libertador General Bernardo O'Higgins, 13 de junho de 2009 — 30 de agosto de 2021), mais conhecido como Tomiii 11, foi um youtuber chileno. Conseguiu 3 milhões de inscritos no YouTube em 24 horas, tornando-se o canal que mais conseguiu inscritos em um único dia.

## Biografia
Tomás era filho de Vicente Blanch e Carolina Toledo, e o caçula de dois irmãos. Foi diagnosticado com um tumor no cérebro em uma idade precoce. Um de seus sonhos era ser um youtuber famoso. Tomás era membro dos escoteiros.

### Carreira
No início de abril de 2021, a história de Tomás se tornou viral graças a Filosóraptor. A partir disso, foi iniciada uma campanha para que Tomás atingisse o maior número de assinantes possível. Entre aqueles que o apoiaram e promoveram estavam youtubers como Dross, el Rubius, AuronPlay, Luisito Comunica, Ibai Llanos, DjMariio, Grefg, etc.
Conseguiu 3 milhões de inscritos no YouTube em 24 horas, tornando-se o canal que mais conseguiu inscritos em um único dia. Antes de morrer, tinha 8,45 milhões de assinantes. Seu caso alcançou grande notoriedade na mídia dos países de língua espanhola.
Tomás recebeu vários prêmios, entre eles o Copihue de Oro e o Giga Awards 2021.

## Morte
Tomás morreu na Quinta de Tilcoco por volta das 9h15 do dia 30 de agosto de 2021, devido a um câncer no cérebro. Tinha então 12 anos.

## Prêmios
| Ano  | Premiação      | Trabalho  | Categoria               | Resultado | Ref.   |
| ---- | -------------- | --------- | ----------------------- | --------- | ------ |
| 2021 | Copihue de Oro | Ele mesmo | YouTuber do ano         | Venceu    | [ 14 ] |
| 2021 | Giga Awards    | Ele mesmo | Melhor conta do YouTube | Venceu    | [ 15 ] |